# André Aciman
André Aciman (Alexandria, 2 de janeiro de 1951) é um escritor ítalo-egípcio-americano. Atualmente, é professor no Graduate Center da Universidade da Cidade de Nova Iorque, onde leciona teoria da literatura e obras de Marcel Proust. Aciman também lecionou criação literária na Universidade de Nova Iorque e literatura francesa na Universidade de Princeton e Bard College. Em 2009 recebeu o título de escritor visitante na Universidade Wesleyan.
Ele é autor de diversos romances, incluindo Out of Egypt, um livro de memórias publicado em 1995 que lhe rendeu o Whiting Writers' Award, e Call Me by Your Name (vencedor, na categoria Ficção Gay, da Lambda Literary Award). Enigma Variations lançado em 2017. E o mais recente até então, Find Me, continuação do livro Call Me By Your Name de 2007.

## Biografia
Em Out of Egypt, Aciman relembra a sua infância e juventude, tendo crescido na cidade de Alexandria, no norte do Egito, onde viveu até os quinze anos de idade. Sua família judia se mudou da Turquia para Alexandria em 1905, sustentada nas bases do comércio e das finanças, obtendo um alto padrão de vida. Seu pai é descrito com um homem egocêntrico, preocupado com seu comércio de tecidos e casos extraconjugais. Sua mãe é surda, doce e feroz, sempre preocupada com o paradeiro do marido e protegendo seu filho. Uma série de eventos antissemitistas levaram a uma saída gradual de seus parentes do Egito nos anos de 1960, se mudando para a Europa, notadamente França e Itália.
Após sair do Egito, Aciman residiu com sua mãe por cinco anos em Roma (Itália) como refugiados; ele estudou a língua italiana, embora não tenha tido total fluência, e frequentou uma escola americana. A adaptação ao novo país foi difícil, porém ele acabou deslumbrando-se com a cultura italiana e com a simpatia de seus habitantes.
Em 1968, sua família estabeleceu-se nos Estados Unidos. Ele recebeu o diploma de Bachelor of Arts de Inglês e Literatura Comparada do Lehman College, em 1973, e um Master of Arts e Ph.D em Literatura Comparada pela Universidade de Harvard, em 1988.
Em sua residência no Egito, o francês era a língua mais falada. No Egito e na Itália, estudou em escolas de língua inglesa. Aciman também fala italiano, grego, judeu-espanhol e árabe. Sua família possui descendência italiana e turca.
O livro Call Me by Your Name é o seu trabalho de maior destaque, tendo sido adaptado para o cinema (inclusive sendo indicado ao Óscar). Aciman relata que estava tendo lembranças da Itália quando começou a descrever uma casa de veraneio, que ele havia visto em uma foto, em três páginas. Mais tarde, ao voltar para o texto, decidiu que colocaria uma história de amor entre dois homens. O livro é narrado por Elio, um jovem que procura se autoconhecer, a história passa-se em algum lugar da Itália e aborda a relação amorosa sem se preocupar com a violência a que estes personagens poderiam estar suscetíveis. Aciman descreve que sua obra não possui "o lado de fora, ou que ele não importa tanto," levando o leitor a olhar para "o interior dos personagens". Em 2019, foi lançado uma continuação do livro, dessa vez intitulado Find Me.